# Studentliv vid Linköpings universitet

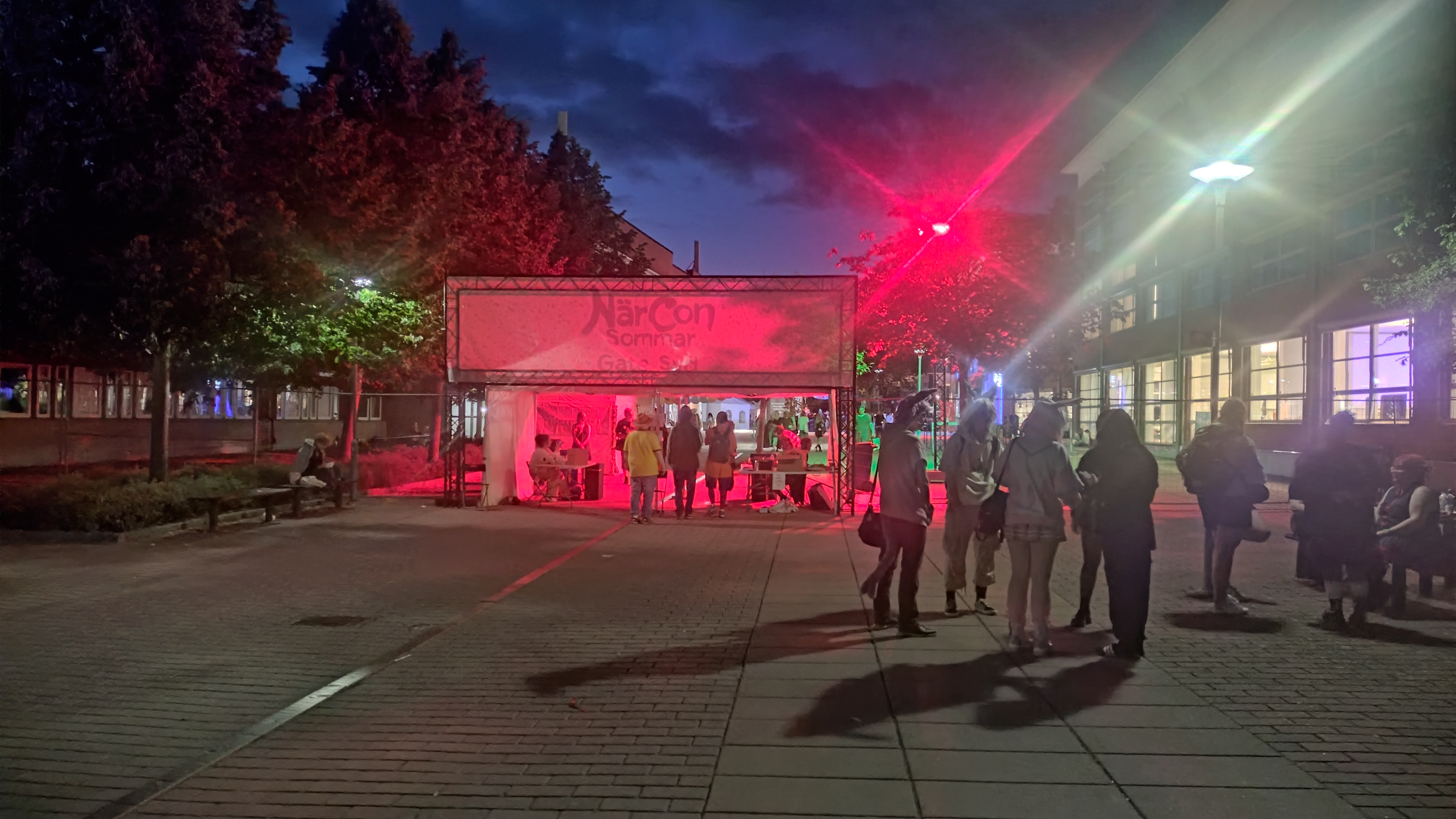

Studentliv vid Linköpings universitet omfattar studentkårer, nationer, föreningar och andra organisationer som erbjuder sociala, kulturella och idrottsliga aktiviteter för universitetets studenter. Verksamheten är spridd över campus i Linköping och Norrköping och rymmer allt från idrott och friluftsliv till musik, teater, politik och internationellt utbyte.

## Studentkårer

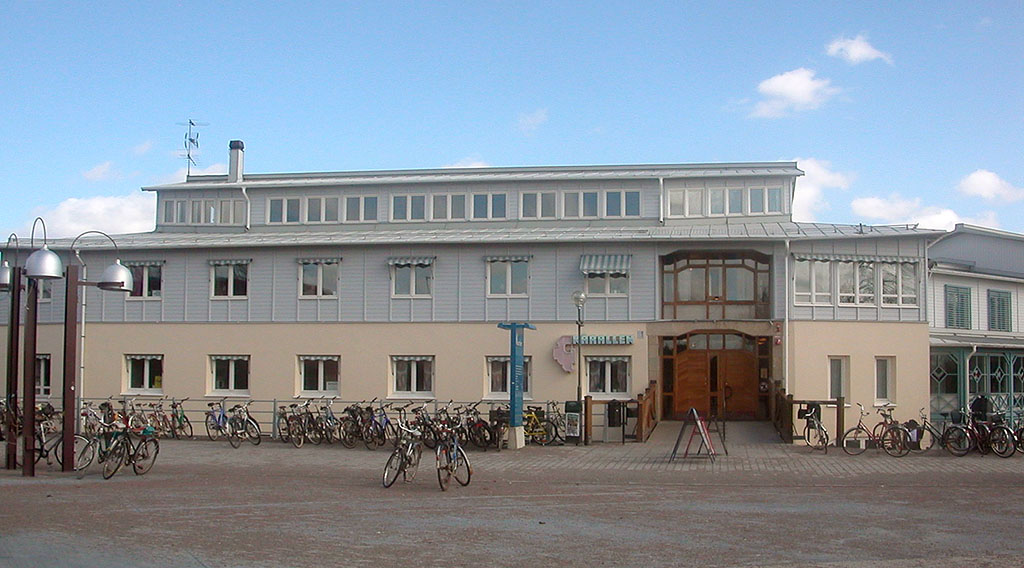
Kårhuset Kårallen på Campus Valla.

Studenter vid Linköpings universitet tillhör någon av de tre studentkårerna: Consensus - Medicinska fakultetens studentkår, Linköpings teknologers studentkår eller Studentkåren StuFF vid Linköping universitet. Kårerna äger gemensamt Kårservice Östergötland AB, som driver kårhusen i Linköping och Norrköping.
Nationernas samarbetsorgan är Kuratorskollegiet, tidigare känt som Förenade Nationerna i Linköping.

## Övriga studentföreningar

### Datorer och elektronik
Inom teknik- och datorområdet finns flera föreningar. Admittansen är en elektronikförening med eget labb för kretskortstillverkning. Vid Campus Norrköping verkar LiTHeEL, en liknande elektronikförening. Lysator är Sveriges äldsta akademiska datorförening. Andra exempel är Midgård – Den nollte datorföreningen – och Ctrl-C – Den andra datorföreningen.[källa behövs]
Både i Norrköping och Linköping finns programmeringsföreningar, såsom LiTHehack och LiTHe kod. Föreningen för Intelligenta Autonoma System (FIA) samlar studenter med intresse för robotik och autonoma system.

### Film, foto och media
Studentlivet rymmer flera tidningar och medieprojekt. Blaskan är en webbtidning som startade 2002, medan LiNoPressen, Lithanian och Filosofen är andra exempel på studentpublikationer.
Filmintresserade kan engagera sig i Flipshot, LinoFilm i Norrköping för KSM-studenter, eller Kårrullen. Det finns även föreningar som Kindergarden (studentdriven kommunikationsbyrå), Linslusen (fotoförening), Skvallertorget (Norrköpings studentradio) och Stubinen (studentbio i Norrköping).

### Idrott och friluftsliv
Ett brett utbud av idrotts- och friluftsföreningar finns vid universitetet. Fotbollslaget AC studenterna spelade i division 4 säsongen 2015. Andra exempel är Campus Norrköping Baseball and Softball, dykföreningarna Campusdyk i Norrköping och Plask i Linköping samt Campushallen, som erbjuder gym, gruppträning och bollsporter och fungerar som bas för Linköpings studenters idrottsförening (LSIF).
Specialinriktningar finns genom föreningar som FLUGA (flugfiske), HKL Make Believes (ishockey), Kampsportscentret LSS (asiatiska kampsporter) och Klätterklubben i Norrköping (KK). LARK är universitetets ridklubb, LFJ samlar jonglerare och LinAOS vänder sig till studenter med anknytning till Försvarsmakten.
Orienteringsföreningen LiTHe Vilse och löparföreningen LiTHe Syra är aktiva inom konditionsidrott. LiU AIF är en akademisk idrottsförening som omfattar bland annat squash genom LiU AIF Squash (tidigare LASK), golf, simning och rugby. LiU Water & Wind bedriver vind- och vattensport, och LuFF är universitetets flygförening.
I Norrköping finns Naffi (Norrköpings akademiska förening för idrott) och Paff (Pekings Akademiska Friluftsförening). Skidintresserade kan gå med i Vargtass i Norrköping eller 720 i Linköping. Friluftsföreningar som Vild och Växteriet fokuserar på naturupplevelser och växtintresse.

### Internationella studentföreningar
Vid universitetet finns föreningar med internationell och kulturell profil. AIESEC arbetar med internationellt utbyte och praktikplatser, medan Association for International Visitors (AIV) främjar möten mellan internationella gäster och lokalsamhället. Östasiatiska föreningen vid Linköpings universitet (EAA) samlar studenter med intresse för Östasien.
Erasmus Student Network Linköping ordnar aktiviteter för utbytesstudenter och IAESTE förmedlar internationella praktikplatser. International Students Association (ISA) samlar internationella studenter vid universitetet.
Bland nationella och kulturella studentföreningar finns Kurdiska student- och akademikerföreningen (KSAF), Pakistan Students Association Linköping (PSA) och Syrianska/Arameiska Akademiker Föreningen, som ingår i det Syrianska studentnätverket.

### Livsåskådning
Föreningar med religiös inriktning inkluderar Fishermans Friend (kristen studentförening), Johanneskyrkans studentförening (JSF), Kristna studentföreningen i Norrköping (Kefas), Mikaelskyrkans studenter (MikS) och Ny Generation (allkristen förening på Campus Valla).

### Musik
Det musikaliska föreningslivet omfattar körer, orkestrar och band. Exempel är Akademiska kören, Linköping, Chorus Lin, Linköpings Akademiska Orkester, Linköpings Indiekör, Linköpings Studentsångare, Linköping Symphonic Band, Den akademiska damkören Linnea, LiTHe Blås, LiHtösen, Lusen Big Band, Orbis Primus, Rydskogen Joymakers, Röda Arméns Gosskör, Studentkören i Norrköping (SKÖN), SOF, Strängar och Rör, Superbad, Valla Skivgarde och Östgöta Kammarkör. Även föreningar som Forte (DJ och ljud/ljus) bidrar till musiklivet.

### Politik
Politiska studentföreningar omfattar bland annat Amnesty, Centerstudenter, Dexion (allmänborgerlig studentförening), Digifri (digitala fri- och rättigheter), Gröna Studenter, Liberala studenter, Linköpings Studentsyndikat, Moderata Studenter, Spartacus (socialdemokratisk studentklubb), UF Linköping och VSF.

### Spex och teater
Spextraditionen är representerad av Holgerspexet som grundades 1998, Linköpings StudentSpex och Lustgas. Teaterintresserade kan delta i Katharsis eller Scenfokus.

### Uteställen och nöjen
Studentlivet omfattar även pubar, caféer och evenemangslokaler. Bland dessa finns Baljan och Byttan (studentdrivna fik), Flamman, Brandon Boys Fredagspuben, Ryds herrgård (HG), Kårhuset Kollektivet (tidigare Nationernas Hus), VilleValla Pub, Torsdagskröken, Kårhuset Trappan i Norrköping och Vattentornet.

### Övriga organisationer
Bland övriga organisationer finns Dragon's Den (spelförening), Gozinto (studentkonsulter), Lansen (nykterhetsförening), M-Verkstan (mekanisk verkstad för studenter), Regnbågen (HBTQ-studenter), samt Smash University: Linköping (tävlingsinriktat spelande av Super Smash Bros.).